# 可下载内容
可下载内容（英語：downloadable content，简称DLC，又称追加下载内容），俗稱下載包，是一种通过国际互联网实现的数字媒体发行形式。它的主要功能是对已经独立发行的电子游戏添加额外的扩充内容，从而使该游戏的可玩内容增加。

## 历史

### 前身
电子游戏数字发行的最早的一种形式是Atari 2600的Gameline，它允许用户仅通过一根电话线就可以下载到自己需要的游戏。与之相似的服务是世嘉公司的Sega Channel，它允许用户通过网线将游戏下载到Sega Genesis上。
虽然Gameline和Sega Channel提供了指定主题游戏的发行，但并没有提供任何对已经发行的游戏所适用的追加下载内容。在同一时期，非常接近提供真正的DLC服务的是Shiny Entertainment在Sega Channel上发行的《Earthworm Jim》的特别版本。

### 在个人电脑上
在互联网得到普及且速度大幅提升之後，出版物的數位发行也逐渐开始依赖互联网。用户自己制作的MOD和游戏地图经常出现在互联网上。另外DLC所適用的遊戲主要為藉由數位下載平台（如Steam、Origin、Uplay等）啟動的單機遊戲（部分含聯網功能）；這些遊戲除了需全程連線執行外，並可藉由連線驗證的方式達到防盜的功效。DLC則由數位下載平台線上購買。

## DLC內容類型
- 單人任務劇情
- 地圖包
- 科技（策略、即時戰略遊戲）
- 角色技能（動作遊戲、角色扮演遊戲）
- 建築物、單位（策略、即時戰略、模擬）
- 道具、武器（動作、角色扮演、射擊）
- 交通工具（動作、模擬、射擊、競速）
- 新增參戰陣營（策略、即時戰略）
- 新增人物角色（角色扮演、射擊）
- NPC
- 副本（角色扮演、動作）

## 各地概況

### 西方國家
由於大部分的數位下載平台及遊戲為歐美廠商所開發，而且歐美市場的玩家主要以PC、Mac為主，因此DLC也隨著PC或Mac數位遊戲下載平台廣泛地散布。
此外DLC相較於傳統資料片，除了提供遊戲中的追加物品外，也可藉由一套一套的DLC來增加遊戲的豐富程度，並讓開發廠商從DLC獲得不小的利潤；然而DLC由於只是附加性質，故未對遊戲的核心架構產生大規模的變動及改版。

### 亞洲市場
在中國大陸市場上，由于中國游戏一直保持采用实物产品包进行发行的模式，DLC对中國玩家来说仍是个陌生的概念，甚至经常与资料片的概念产生混淆。这种情况直到上海烛龙制作的《古剑奇谭》发行之后才被打破。
另外在多人線上遊戲盛行的韓國、香港、台灣、東南亞市場上，由於DLC並非專門用於多人線上遊戲的套件，遊戲開發商多半傾向使用計時／包月點數卡以及收費的時效性道具／永久道具，藉此獲取利潤。
全球電視遊樂器及掌上型遊樂器的產業龍頭日本，硬體商有專屬的消費平台（如PlayStation Network），而這些消費平台上仍有DLC，DLC的內容除了須每次藉由遊戲光碟啟動外，同時儲存在遊戲機內部的硬碟、記憶體或記憶卡上；但由PC執行的十八禁遊戲，廠商較傾向製作獨立運行的Fandisc，雖然跟DLC的釋出方式不同，但與DLC的性質相近。